# Rudolf von der Tann-Rathsamhausen
Rudolf Freiherr von und zu der Tann-Rathsamhausen (* 23. November 1855 in München; † 11. Juni 1942 in Tann, Kreis Gersfeld) war ein deutscher Beamter und Diplomat.

## Leben
Rudolf Freiherr von und zu der Tann-Rathsamhausen wurde 1855 geboren. Er war der Sohn von Hugo Karl Ludwig Freiherr von der Tann-Rathsamhausen, königlich-bayerischer Generalmajor, und Johanna von Stetten.
Zwischen 1874 und 1877 studierte er Rechtswissenschaften in München. Im Anschluss ging er in den bayerischen Justiz- und Verwaltungsdienst. 1880 erwarb er den Staatskonkurs Note II. 1881 wurde er Akzessist bei der Regierung von Oberbayern. Am 15. Juli 1881 erfolgte die Ernennung zum Bezirksamtsassessor in Beilngries und am 1. April 1883 in Dachau. Am 1. Dezember 1884 wurde er in das Bayerische Staatsministerium des Äußern berufen. Am 1. Juni 1887 wurde er Legationssekretär. Am 1. April 1889 ging er an die bayerische Gesandtschaft in Berlin. Am 1. Januar 1891 wurde er zum Legationsrat befördert. Am 1. Juni 1896 wurde er zum Geheimen Legationsrat II. Klasse befördert und Geschäftsträger in Paris sowie zugleich in Brüssel. Am 1. Januar 1903 erfolgte die Beförderung zum Geheimen Legationsrat I. Klasse sowie ao. Gesandter und bevollmächtigter Minister am Italienischen Hof in Rom. Am 12. März 1911 wurde er Staatsrat im außerordentlichen Dienst. Am 1. März 1913 erhielt er das Prädikat Exzellenz. Am 24. Mai 1915 verlangt er die Pässe und verließ Rom. Danach war er im Referatsdienst des Bayerisches Staatsministerium des königlichen Haus. Am 1. November 1919 wurde er nach Aufhebung der bayerischen Gesandtschaft am Italienischen Hof in den einstweiligen Ruhestand versetzt.
Mit ihm starb die Schweinfurter Linie des Hauses Tann im Mannesstamm aus.